# Караван-сарай (Старий Крим)
Караван-сарай — заїжджий двір для караванів в Старому Криму. Цілком імовірно, побудований наприкінці XIII або на початку XIV ст. — у період найбільшого розквіту Солхату. Саме в цей час місто стає важливим пунктом міжнародної торгівлі на півострові, що потребувало такої споруди, як караван-сарай (заїжджий двір для караванів на торгових шляхах і в містах Переднього Сходу, Середньої Азії, Закавказзя, Криму). Велика п'ятикутна споруда займає площу 2 500 м2.